# Limonov: The Ballad of Eddie
Limonov: The Ballad of Eddie is een Frans-Italiaans-Spaanse biografische film uit 2024, geregisseerd door Kirill Serebrennikov en gebaseerd op de biografische roman Limonov over de Russische dissident, schrijver en politicus Eduard Limonov, van Emmanuel Carrère uit 2011. De hoofdrol wordt vertolkt door Ben Whishaw.

## Verhaal
Eduard Limonov is een controversieel Russisch politicus, dichter en schrijver en dissident. Limonov week in 1982 uit naar Frankrijk en keerde in 1991 na de val van de Sovjet-Unie terug naar Moskou. Als leider van de extreme Nationaal-Bosjewistische Partij neemt hij het vanaf de oppositie op tegen Vladimir Poetin. In 2012 komt Limonov op als kandidaat bij de presidentsverkiezingen. 

## Rolverdeling
| Acteur                   | Personage       |
| ------------------------ | --------------- |
| Ben Whishaw              | Eduard Limonov  |
| Tomas Arana              | Stephen         |
| Sandrine Bonnaire        |                 |
| Viktoria Miroshnichenko  | Elena Shchapova |
| Louis-Do de Lencquesaing |                 |
| Maria Mashkova           | Anna            |
| Ivan Ivashkin            | dichter         |
| Corrado Invernizzi       | Lonya           |
| Odin Biron               | Ethan           |
| Vladislav Tsenev         |                 |

## Productie
In 2017 bewerkte Paweł Pawlikowski de biografische roman Limonov van Emmanuel Carrère, gebaseerd op het leven van Eduard Limonov, tot een scenario. Pawlikowski was van plan de film te regisseren, maar onthulde in 2020 dat hij geen interesse meer had en de plannen om te regisseren had opgegeven.
Regisseur Kirill Serebrennikov nam de regie over maar werd tijdens de productie van de film gearresteerd en veroordeeld tot drie jaar huisarrest in Moskou. Serebrennikov kwam begin 2022 terug vrij en plande om de filmopnames in New York te beginnen in juni of juli 2022. Ondertussen waren er heel wat problemen op de set, met name met de decors die Fifth Avenue (New York) nabootsten die in Moskou gebouwd werden, maar sinds het begin van het conflict met Oekraïne niet meer gebruikt mochten worden. Limonov: The Ballad of Eddie is de film met het grootste budget, ruim 10 miljoen euro, die Serebrennikov tot nu toe heeft gemaakt.

## Release
Limonov: The Ballad of Eddie ging op 19 mei 2024 in première op het Filmfestival van Cannes in de competitie voor de Gouden Palm.

## Prijzen en nominaties
De belangrijkste:
| Jaar | Prijs                   | Categorie   | Genomineerde(n)      | Uitslag     |
| ---- | ----------------------- | ----------- | -------------------- | ----------- |
| 2024 | Filmfestival van Cannes | Gouden Palm | Kirill Serebrennikov | Genomineerd |